# Джованні Брамуччі
Джованні Брамуччі (італ. Giovanni Bramucci, 15 листопада 1946 — 26 вересня 2019) — італійський велогонщик.
Бронзовий призер Олімпійських Ігор 1968 року в роздільній командній гонці.
Бронзовий призер Чемпіонату світу з велоперегонів на шосе 1968 року в роздільній командній гонці.